# Aloe decaryi
Aloe decaryi är en grästrädsväxtart som beskrevs av André Guillaumin. Aloe decaryi ingår i släktet Aloe och familjen grästrädsväxter.
Artens utbredningsområde är Madagaskar. Inga underarter finns listade i Catalogue of Life.